# USS Chicago (CA-29)
Pour les autres navires du même nom, voir USS Chicago.
L’USS Chicago (CA-29) était un croiseur lourd de classe Northampton de l’United States Navy. C'était le deuxième navire américain à porter le nom de la ville de Chicago. Il a été coulé par des torpilles aériennes japonaises à la bataille de l'île de Rennell, dans les îles Salomon, le 30 janvier 1943.

## Construction
L'USS Chicago a été construit au Mare Island Naval Shipyard, en Californie, et lancé le 10 avril 1930. Il fut parrainé par Miss E. Britten et mis en service le 9 mars 1931, le capitaine Hale Manley Simons en assurant le commandement.

## Histoire

### Avant la Seconde Guerre mondiale
Après une période d'essais qui le conduisirent à Honolulu, à Tahiti et aux Samoa américaines, il quitta Mare Island le 27 juillet 1931, rejoignit la côte Est des États-Unis, et arriva à Fort Pond Bay (Long Island, État de New York), le 16 août. Là, il devint le navire amiral de la Scouting Force et resta dans cette Force jusqu'en 1940. 
En février 1932, l'USS Chicago, en compagnie d'autres navires de la Scouting Force, participa à des exercices de tir (Fleet problem XIII) au large de la côte californienne. La flotte resta basée sur la côte Ouest et par la suite, jusqu'en 1934, navigua dans l'océan Pacifique, de l'Alaska à la zone du canal de Panama et aux îles Hawaï. En 1934, les exercices annuels de la flotte se déroulèrent dans les Caraïbes et furent suivis, en mai 1934, par une revue de la flotte dans le port de New York. La Scouting Force opéra le long de la côte Est et dans les Caraïbes jusqu'en octobre, puis retourna à sa base, à San Pedro, près de Los Angeles, en Californie. L'USS Chicago fut l'un des six navires à recevoir le nouveau radar CXAM de la RCA en 1940. Il continua d'opérer à partir de San Pedro, jusqu'au 29 septembre 1940, quand il eut à rejoindre Pearl Harbor. 
Au cours des 14 mois suivants, le croiseur lourd opéra à partir de Pearl Harbor, participant à divers groupes de travail pour élaborer des tactiques et des formations de croisière, naviguant entre l'Australie et la côte Ouest des États-Unis.

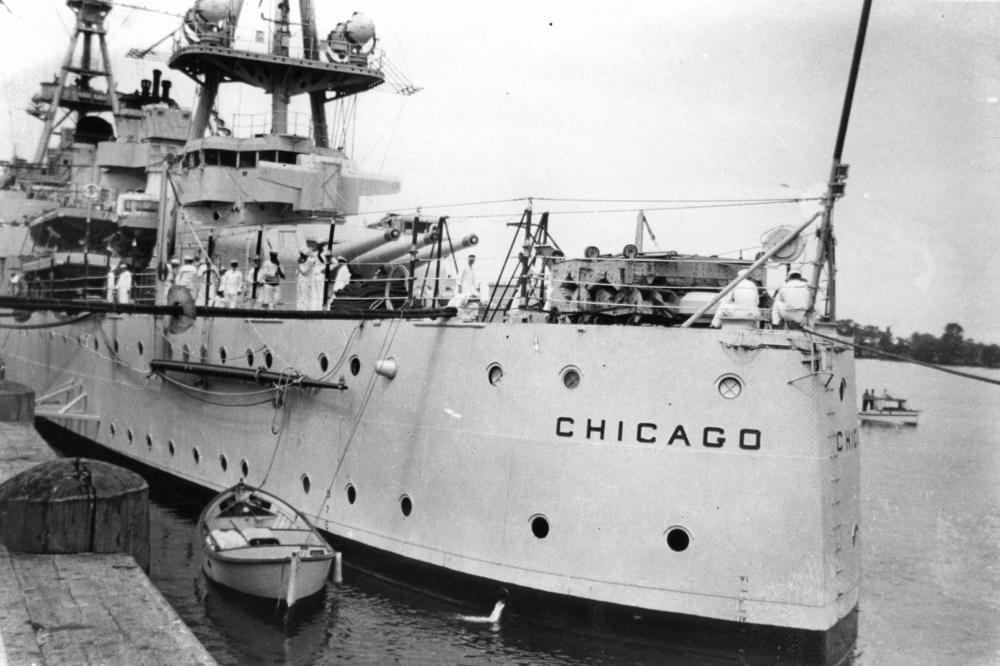
USS Chicago à quai à Brisbane, en mars 1941

### Les débuts de la guerre
Quand le Japon attaqua Pearl Harbor, le 7 décembre 1941, le Chicago était en mer avec la force opérationnelle 12 qui commença immédiatement et ce pendant cinq jours à balayer le triangle Oahu-atoll Johnston-atoll Palmyra pour essayer d'intercepter l'ennemi. Le groupe de navires rentra à Pearl Harbor le 12 décembre. Du 14 au 27 du même mois, le Chicago repartit en mer avec la force opérationnelle 11 pour une mission de patrouille et de recherche. 
Le 2 février 1942, le Chicago quitta Pearl Harbor pour la baie de Suva, où il rejoignit la nouvelle escadre ANZAC, renommée plus tard force opérationnelle 44. Au cours des mois de mars et avril, le croiseur opéra au large des Louisiades, couvrant les attaques sur Lae et Salamaua en Nouvelle-Guinée. Il fut capable d'intercepter des unités de surface ennemies qui tentaient d'attaquer Port Moresby et fournit également une couverture pour le débarquement de troupes américaines en Nouvelle-Calédonie. 
Le 1er mai, le Chicago quitta Nouméa pour rejoindre le groupe commandant le sud-ouest du Pacifique et, le 4, il apporta son soutien au Yorktown dans la bataille contre les Japonais de Tulagi, aux îles Salomon pendant la bataille de la mer de Corail. Le 7 mai, il entreprit, avec un groupe d'appui, d'attaquer les troupes japonaises chargées d'envahir Port Moresby. Le lendemain, le groupe de navires subit plusieurs attaques aériennes japonaises, au cours desquelles le Chicago eut plusieurs victimes des suites des mitraillages, mais il put repousser les avions et continua le combat jusqu'à ce qu'il soit clair que les forces japonaises avaient été refoulées. 
Dans la nuit du 31 mai au 1er juin, alors qu'il était dans le port de Sydney, en Australie, le Chicago fit feu sur un sous-marin de poche japonais qui l'attaquait. Le capitaine du Chicago, Howard D. Bode, était à terre quand son bateau avait ouvert le feu, et d'abord il se montra sceptique. Après son arrivée à bord du navire, il accusa tous les officiers d'être ivres, avant que la présence du sous-marin ne soit confirmée. Cette nuit, trois sous-marins de poche japonais avaient tenté d'entrer dans le port de Sydney. L'un des sous-marins se prit dans le filet anti-sous-marins du port. Les deux autres réussirent à passer, l'un fut mis hors de combat par des charges explosives de profondeur, l'autre réussit à tirer deux torpilles sur le Chicago. Une torpille passa près du Chicago et coula un autre navire situé à proximité tandis que la seconde n'explosa pas et acheva sa course sur l'île de Garden. La mission principale de l'équipage à bord des sous-marins de poche japonais était de couler le Chicago. Ce fut un échec. 
Au cours des mois de juin et juillet 1942, le Chicago continua d'opérer dans le sud-ouest du Pacifique. 

### Bataille de l'île de Savo
Du 7 au 9 août, il participa à l'appui des premiers débarquements sur Guadalcanal puis aux îles Salomon, au début de la contre-offensive américaine contre le Japon.
 
Le 9 août, il  participa à la bataille de l'île de Savo. Au début de l'engagement, une torpille tirée par un croiseur japonais causa des dommages mineurs à la proue du navire. Le Chicago perdit rapidement le contact avec l'ennemi et ne joua aucun rôle dans la bataille. Le comportement du capitaine Howard D. Bode au cours de l'engagement fit l'objet d'une enquête subséquente dirigée par l'amiral Hepburn. Bien que le rapport ne fut pas destiné à être rendu public, Bode apprit son implication, se tira une balle le 19 avril 1943 et mourut le lendemain. 
Le Chicago fut réparé à Nouméa, Sydney et San Francisco, où il était arrivé le 13 octobre.

### Perte à la bataille de l'île de Rennell

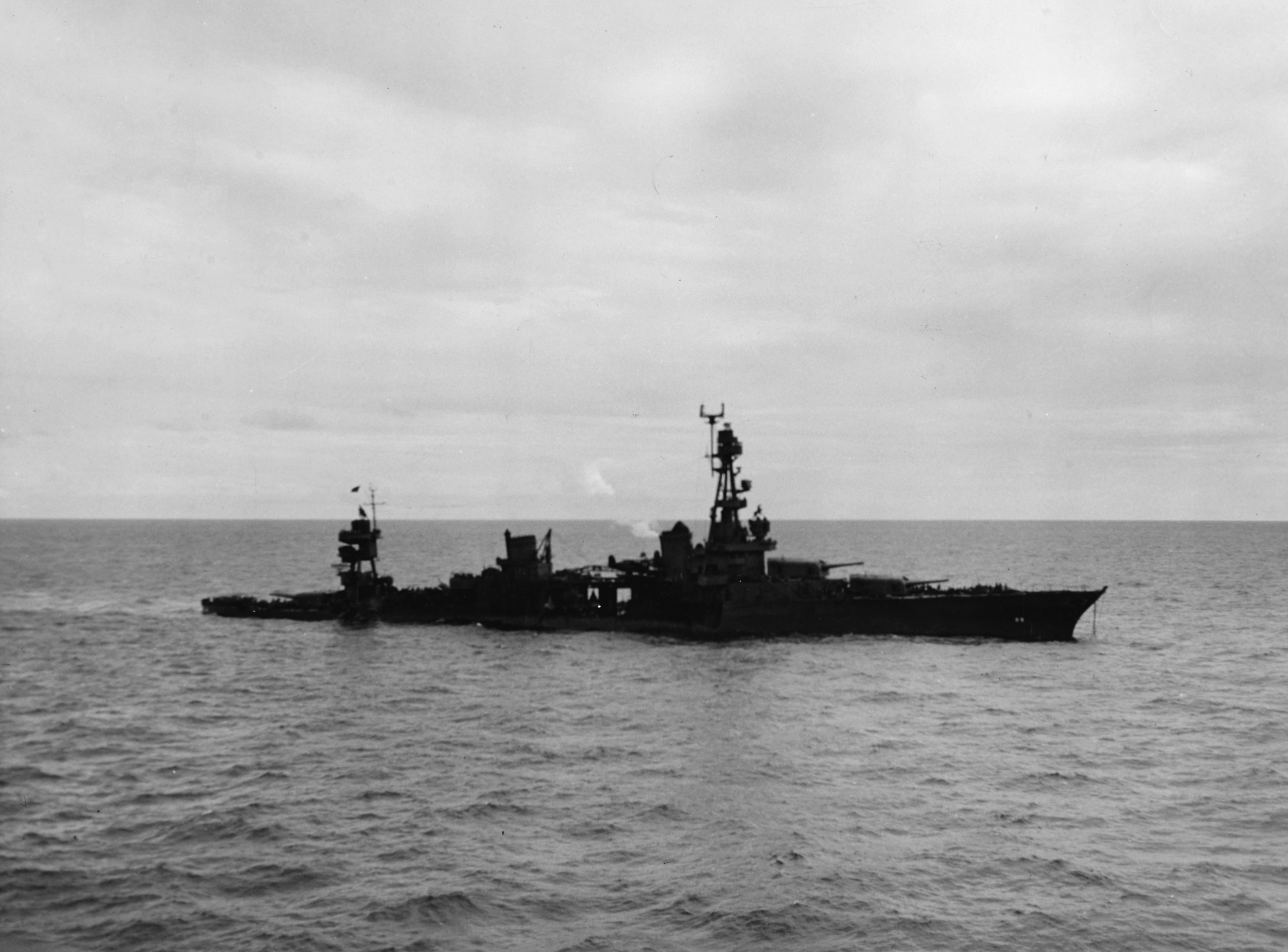
USS Chicago bas sur l'eau au matin du 30 janvier 1943, à la suite du dommage infligé par son torpillage la nuit précédente

Au début de janvier 1943, le Chicago quitta San Francisco pour prendre une fois de plus son service. Le 27 janvier, il appareilla de Nouméa pour escorter un convoi amenant des troupes fraîches à Guadalcanal. Dans la nuit du 29, alors que les navires se rapprochaient de cette île fortement contestée, des avions japonais attaquèrent le convoi lors de la bataille de l'île de Rennell. Pendant les attaques, deux avions japonais en feu éclairèrent le Chicago, permettant des attaques de torpilles, deux tirs causèrent de graves entrées d'eau et une perte de puissance du navire. L'attaque terminée, le Louisville prit le navire en remorque et fut remplacé par le Navajo le lendemain matin. Dans l'après-midi, les Japonais attaquèrent de nouveau le navire et, malgré de lourdes pertes, réussirent à frapper le croiseur handicapé avec quatre torpilles qui le coulèrent à 11° 25′ S, 160° 56′ E.